# Und wandern sollst du ruhelos …
Und wandern sollst du ruhelos … ist eine deutsche Stummfilm-Schauergeschichte aus dem Jahr 1915 von Richard Oswald.

## Handlung
Ein reicher Graf, der sich als begeisterter Antiquitätensammler betätigt, erwirbt ein antikes Kästchen. Er weiß jedoch nicht, dass auf diesem Artefakt ein schrecklicher, jahrhundertealter Fluch lastet. Seit dem Ankauf verfolgt ihn nun ständig eine geisterhafte Erscheinung in Gestalt einer mittelalterlichen Rittersfrau. Der Graf besucht eines Tages einen Freund auf dessen Schloss. Als es dort zu einem Brand kommt, kommt der Graf hinter das Geheimnis seiner verwunschenen Schatulle. Er entdeckt ein uraltes Dokument mit Namen „Aufzeichnungen des Hofnarres des Schlosses“ und liest dieses Schriftstück. Dort steht geschrieben, wie es einst zu dem Fluch kam:
Einst lebte in einem Schloss ein tapferer Ritter mit seiner jugendlich-schönen Frau. Als anständiger Ritter musste er natürlich ständig in die weite Welt ziehen und immer neue Abenteuer und Kämpfe bestreiten, und so war er häufig fern von daheim. Da sich seine holde Gattin aber so allein zu langweilen begann, kam sie auf dumme Gedanken und ließ sich mit einem ansehnlichen Junker ein. Wieder einmal daheim, trat der Ritter mit seiner vermeintlichen Jungfrau vor den Altar und schenkte ihr als Morgengabe eben jenes Schmuckkästchen, gefüllt mit heiligen Reliquien der Familie. Die Rittersfrau plante jedoch längst, den regelmäßig abwesenden Gatten beseitigen zu lassen, entnahm dem Kästchen die Reliquien und packte stattdessen ein Fläschchen mit Gift hinein. Sie überreichte ihrem Liebhaber das Kästchen, auf das er nunmehr seinen Nebenbuhler beseitigen möge.
Der schlosseigene Hofnarr erfuhr von dem ruchlosen Plan der Ehr- und Treulosen und teilte sein Wissen dem Ritter und Hausherrn mit, den daraufhin blankes Entsetzen packte. Als somit alles aufflog, stürzte sich der Junker in die Tiefe und die Rittersgattin nahm ihr eigenes Gift zu sich, um sich der Rache des Gatten zu entziehen. Die entnommenen Reliquien blieben verschwunden. An ihrer Leiche stehend, stieß der Ritter jedoch einen fürchterlichen Fluch aus: „Und wandern sollst du ruhelos, bis die Reliquien wieder zurückgegeben werden“. Der Graf mit dem Sammeltick hat großes Glück im Unglück: Bald stößt er auf ein ähnliches Kästchen, in dem sich tatsächlich die Reliquien anfinden. Er deponiert diese wieder in das Originalkästchen und ist damit den Fluch wieder los.

## Produktionsnotizen
Und wandern sollst du ruhelos … ist der seltene Fall einer deutschen Geisterkomödie. Der von Lothar Stark produzierte Vierakter passierte die Zensur im September 1915 und wurde am 29. September 1915 vor einem geladenen Publikum im Tauentzienpalast uraufgeführt. Der Massenstart erfolgte am 19. November 1915. Die Länge des Dreiakters betrug 1430 Meter.
Regisseur Oswald hatte bei diesem Film auch die Produktionsleitung.
Guido Herzfeld spielte in diesem Film laut Kritik sechs Rollen, jedoch können nur fünf namentlich ausgemacht werden.

## Kritik
„Diese jüngste Schöpfung des bekannten Regisseurs hat, was gleich gesagt werden soll, die Erwartungen … auch erfüllt. Die logisch aufgebaute, äußerst interessante Handlung dieses Films, die wieder den Meister der Filmdichtung verrät, verwebt mystischen Zauber mit realer Wirklichkeit und gibt so dem Regisseur Gelegenheit in abwechslungsreichen Bildern, Szenen von besonderer Wirkung in starken Kontrasten zu schaffen. (…) Auch in der Besetzung der Hauptrollen verrät sich der Regisseur mit dem richtigen Blick. Für sechs Rollen hat sich Oswald Guido Herzfeld ausgesucht, der die ihm zugeteilten schweren Aufgaben in geradezu hervorragender Weise löst. (…) Der erste Film der Richard-Oswald-Serie, wohl einer der geistreichsten bisher erschienenen Filmwerke, weist die kinematographische Kunst in neue Bahnen … .“